# 梁木靖弘
梁木靖弘（はりき やすひろ、1952年1月20日-　）は、フランス演劇研究者、演出家、九州大谷短期大学教授。
福岡県生まれ。福岡県立修猷館高等学校を経て、1974年早稲田大学文学部演劇学科卒。九州大谷短期大学講師、助教授を経て教授。
2007年からは、アジアフォーカス・福岡国際映画祭のディレクターを務めている。

## 著書
- 『聖なる怪物たち』せきた書房 1985
- 『渚のモダニズム <夏の感性>としての戦後』マック 星雲社 (発売) 1998
- 『語るシネマ、拓くアジア アジアフォーカス・福岡国際映画祭ゲストインタビュー集』アジアフォーカス・福岡国際映画祭実行委員会 書肆侃侃房(発売) 2010

### 翻訳
- ジャン・コクトー『映画について』フィルムアート社 1981
- アラン・ドゥコー『パリのオッフェンバック オペレッタの王』麦秋社 1985
- コンスタン・ミック『コメディア・デラルテ』未来社 1987
- フランソワ・リヴィエール, ガブリエル・ヴィトコップ『グラン=ギニョル 恐怖の劇場』未来社 1989

## 論文
- Cinii